# Ingeniørhøjskolen Aarhus Universitet
Ingeniørhøjskolen Aarhus Universitet (tidligere IHA (Ingeniørhøjskolen i Aarhus); engelsk: Aarhus University School of Engineering) var en uddannelsesinstitution i Aarhus der tilbød en række diplomingeniøruddannelser samt adgangskursus og videreuddannelse. Ingeniørhøjskolen er nedlagt og fusioneret med Aarhus Universitet. Ingeniøruddannelserne på Aarhus Universitet går nu under navnet AU Engineering.[kilde mangler]

## Historie
Ingeniørhøjskolen har eksisteret siden 1915 under navnet "Ingeniørhøjskolen i Aarhus" og havde til huse på Dalgas Avenue på Frederiksbjerg indtil 2012.

## Højskolen i dag
Ingeniørhøjskolen fusionerede den 1. januar 2012 med Aarhus Universitet og er i dag placeret henholdsvis i Navitas-bygningen på Aarhus Havn og i IT-byen på Katrinebjerg.Ingeniørhøjskolens uddannelser er nu en del af AU Engineering.[kilde mangler]
De fleste udviklings- og forskningsaktiviteter samt udbud af civilingeniøruddannelserne er samlet i Institut for Ingeniørvidenskab (ENG), og et tæt samarbejde mellem Ingeniørhøjskolen (AU Engineering) og Instituttet sikrer, at ingeniøruddannelserne er baseret på verdensklasseforskning, den nyeste viden og de nyeste teknologier.[kilde mangler]
Skolen har over 2500 studerende og 175 medarbejdere .